# 鍾榮吉
鍾榮吉（1943年1月27日—），臺灣高雄市美濃區客家人，曾任《聯合報》記者、採訪組主任，立法委員、監察委員，2005年出任立法院副院長。

## 簡歷
鍾榮吉出身高雄美濃，早年曾任《聯合報》採訪組主任，在多年跑新聞累積人脈、創辦人王惕吾支持下，獲國民黨報准參選1980年第三屆增額立委選舉，並獲得徐傍興、邱連輝等客籍人士支持，在第五選區（高雄縣、屏東縣及澎湖縣，應選五席）中以10萬2781票、第二高票當選。
1983年第四次增額立委選舉，鍾榮吉再獲國民黨提名投入第五選區。然而受到屏東客庄已隨轉向黨外，鍾榮吉在屏東只獲七千票，只有三年前的五分之一，在澎湖縣票源挹注下，在應選五席中以倒數第二高票連任。
兩屆立委後，鍾榮吉深知民意如流水，轉投入監察委員選舉並當選，卸任後轉往國民黨務及政務發展。
鍾榮吉原為國民黨倚重的人物，但在蕭萬長任行政院長期內不獲重用，僅被委任為行政院政務委員，憤而在2000年中華民國總統大選中支持脫離國民黨參選的宋楚瑜。鍾榮吉是在當次選舉中，表態支持宋楚瑜的最高職級的政務官。
鍾榮吉在親民黨成立後被宋楚瑜委予重任，成為親民黨秘書長，地位比起一路跟隨宋楚瑜的吳容明（曾任中華民國考試院副院長）、夏龍及馬傑明等更高。2002年，因高雄市議會議長賄選案中，親民黨人受賄而支持朱安雄當選議長而辭職。2005年，因為國親兩黨合作氣氛迷糊，在親民黨鐵定與國民黨合作後，被親民黨立法院黨團推舉為副院長人選，獲國民黨支持而當選。
他於2008年卸任立委後轉任台灣肥料公司董事長，任內該公司曾於中國設廠並幫投資公司作保，後投資公司解散致台肥虧損。鍾榮吉被依特別背信罪起訴，一審判刑5年。

## 得獎
- 臺灣省政府新聞評論獎

## 家庭成員
- 鍾榮吉的胞侄鍾紹和曾是國親聯盟高雄縣第一選區的立法委員，叔侄曾一度同為高雄客家的立法院代表。

## 其他
- 1980年立委選舉，第五選舉區（高雄縣、屏東縣及澎湖縣）國民黨除了鍾榮吉，亦有屏東縣的簡太郎爭取立委。在黨內登記前，當時已投入黨外的邱連輝曾鼓勵簡太郎參選，然而在登記截止後，邱連輝曾託選國代的涂順振表達願意公開支持簡氏，涂順振回來後表示簡太郎認為邱氏的好意會影響他在黨內被提名的機會，邱連輝才作罷。在國民黨提名公布後，未獲提名的鍾榮吉上門拜訪，央求邱連輝公開支持。邱連輝以簡之見解暗示鍾怕不怕，鍾一口表示不怕。最終邱連輝踏上鍾榮吉的宣傳車，而非簡太郎。邱連輝公開支持外縣市的鍾榮吉，引起屏東縣民指責，簡太郎也公開指責邱連輝。對此邱連輝說：「我敢指天發誓，我沒有對不起簡太郎」。在簡太郎路過麟洛拜訪邱連輝時，邱連輝曾詰問：「是你自己不敢要求我支持的，年輕人說話可要憑良心」，簡太郎無言而退。[4]:75-77